# غيلى النجار (الرضمة)

تعديل مصدري - تعديل

غيلى النجار هي إحدى قرى عزلة البكرة بمديرية الرضمة التابعة لمحافظة إب، بلغ تعداد سكانها 294 نسمة حسب تعداد اليمن لعام 2004.